# Knut Hamsun
Knut Hamsun (Knud Pedersen, Lom, 4 de agosto de 1859-Grimstad, 19 de febrero de 1952) fue un escritor noruego. Junto con August Strindberg, Henrik Ibsen y Sigrid Undset, conformó un cuarteto de autores escandinavos que alcanzaron fama mundial; sin embargo, la popularidad de que gozaba antes de la Segunda Guerra Mundial se vio muy mermada, a los ojos de los aliados, debido a su apoyo al régimen nazi y a la figura de Adolf Hitler. Su obra, que le valió el premio Nobel de Literatura en 1920, es considerada una de las más influyentes en la novela del siglo xx.

## Biografía

### Primeros años y estancias en América
Nacido en el medio rural, con solo tres años pasó de vivir en el sur de Noruega a Hamarøy, cerca del círculo polar ártico, donde su familia nunca llegó a integrarse. Ejerció diversos oficios durante su vida, errante y aventurera. En 1882 se trasladó a los Estados Unidos, donde permanecería en dos etapas hasta 1888. Fruto de su experiencia como emigrante, en 1889 escribió Fra det moderne Amerikas Aandsliv (La vida espiritual de la América moderna), donde realiza una crítica irónica y amarga de la vida en los Estados Unidos, si bien más adelante renegaría de este texto al considerarlo muy pobre, tachándolo además de infantil.
El joven Hamsun tuvo inclinaciones anarquistas pero con un matiz antiigualitario y racista. En La vida espiritual de la América moderna (1889) expresó su recelo hacia el mestizaje: «Los negros son y seguirán siendo negros, una incipiente forma humana de los trópicos, órganos rudimentarios en el cuerpo de la sociedad blanca. En vez de fundar una élite intelectual, Estados Unidos ha establecido un criadero de mulatos».

### Éxito literario

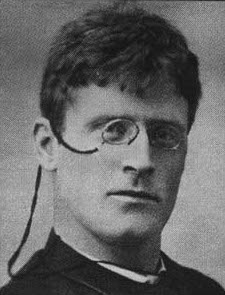
Hamsun en 1890, año en que publicó Hambre

En 1888 escribió la novela que le abriría las puertas de la fama: Sult (Hambre), narración con rasgos autobiográficos que trata la historia de hambre, pobreza y camino a la locura de un periodista acosado por los importantes desajustes físicos y psicológicos. La obra empezó a publicarse de manera anónima en la efímera revista Ny Jord. En varios aspectos, esta novela presagia los escritos de Franz Kafka y de otros novelistas del siglo XX que exploraron la locura de la condición humana contemporánea. Desde su publicación ha sido una de las novelas más influyentes de su siglo.
Después de la segunda guerra bóer Hamsun adoptó puntos de vista cada vez más conservadores. Llegó a ser conocido como un destacado defensor de Alemania y la cultura alemana, así como un oponente al imperialismo británico y la Unión Soviética.
Su vida, como dice Lars Frode Larsen, abarcó desde el tiempo de los carromatos hasta el de la bomba atómica. Alcanzó los noventa y dos años de edad y sintió desde muy joven ese impulso irrefrenable que enfoca todos los esfuerzos vitales hacia un fin huidizo: quería ser escritor. Su sensibilidad natural le hacía quedarse maravillado con la simple elocuencia de una palabra con la que expresar una idea bella, o con la naturaleza de un paisaje.

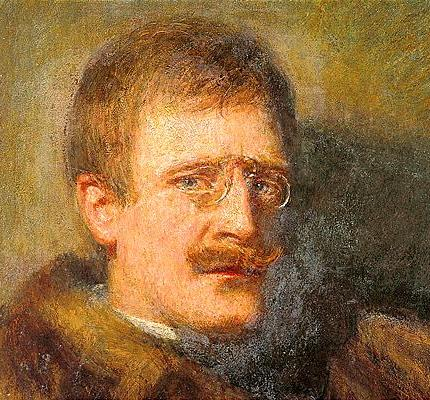
Retratado por Hans Heyerdahl (1903)

En un artículo que publicó cuando tenía veintinueve años (publicaría su primera gran novela, Hambre, dos años después) dijo que los escritores «vivimos porque nos expresamos». Y así había de transcurrir su vida: escribiendo.
Su admiración por la vida bucólica y su rechazo a la gran ciudad lo llevarían a pasar grandes etapas de su vida en una cómoda cabaña del bosque, donde apenas si dejaba entrar a su mujer cuando estaba escribiendo. Este entorno inspiró algunas de sus grandes novelas, como Pan o La bendición de la tierra, que le pusieron en las manos el Nobel de Literatura en 1920. Pero nada saciaría su ansia por escribir, deseo que expresaba constantemente. «Espero que esta novela sea la última» era una frase que su familia oyó muchas veces. Pero nunca consiguió librarse de esa necesidad por expresarse.[cita requerida]

### Nazismo y últimos años
Durante las dos guerras mundiales expresó públicamente su simpatía por Alemania. Sus simpatías estaban muy influidas por el impacto de la guerra de los bóeres, considerada por Hamsun como un acto de opresión británica hacia un pueblo pequeño, así como por su aversión al idioma inglés y disgusto con los Estados Unidos. Durante los años 1930, la mayoría de los periódicos y partidos políticos noruegos derechistas eran simpatizantes en diverso grado de los regímenes fascistas de Europa, y Hamsun fue un destacado defensor de esos puntos de vista.
Hamsun era favorable a la creación de una gran confederación de pueblos germánicos y estuvo a favor de la invasión de Europa por parte de Hitler, como manifestó en multitud de artículos de prensa, favorables no solo al Tercer Reich —«Los alemanes están luchando por nosotros, y ahora están aplastando la tiranía de Inglaterra sobre nosotros y todos los neutrales» (1940)—, sino también a su líder Adolf Hitler, como este panegírico escrito una semana después del suicidio del dictador: «Era un guerrero, un guerrero para la humanidad y un predicador del evangelio sobre el derecho de todas las naciones; un reformista del más alto rango y su destino histórico fue precisamente actuar en un tiempo de brutalidad, que finalmente le hizo caer».

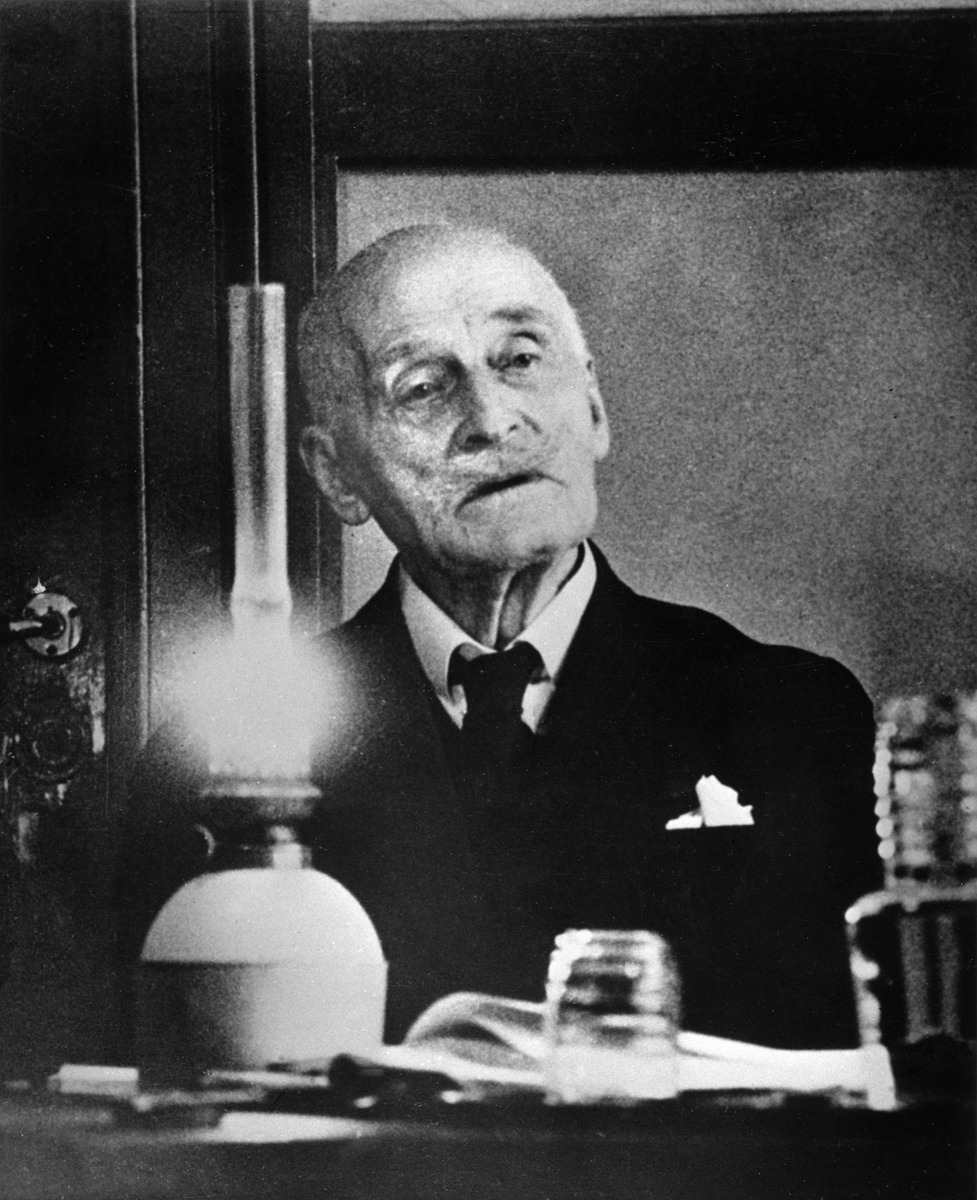
Knut Hamsun en 1947

En 1943 Hamsun envió su medalla del premio Nobel como regalo a Joseph Goebbels. Su biógrafo Thorkild Hansen lo interpretó como parte de una estrategia para conseguir una audiencia con Hitler, audiencia que consiguió. Durante esta se quejó del administrador civil alemán en Noruega, Josef Terboven, y pidió su destitución, así como que los ciudadanos noruegos encarcelados fueran liberados, lo que irritó enormemente a Hitler. Otto Dietrich describe la reunión como el único momento en que otra persona metió baza en una conversación con Hitler. Dietrich atribuye la causa a la sordera de Hamsun, y apunta que Hitler tardó tres días en superar su enfado. En otras ocasiones, Hamsun también ayudó a noruegos encarcelados por actividades de resistencia y por tratar de influir en la política alemana en Noruega.
Tras el final de la guerra, multitudes enfurecidas quemaron libros de Hamsun públicamente en las principales ciudades de Noruega y él fue internado durante varios meses en un hospital psiquiátrico. El examen psiquiátrico llegó a la conclusión de que se habían «deteriorado permanentemente sus facultades mentales», y sobre esa base se retiró la acusación de traición. En cambio, fue encausado por responsabilidad civil, y en 1948 fue multado con 325 000 coronas (unos 50 000 € de la época) por su presunta pertenencia al partido fascista Encuentro Nacional (Nasjonal Samling) y por el apoyo moral a los alemanes, lo que le dejó prácticamente en la ruina siendo ya un anciano ciego y casi sordo, pero fue absuelto de cualquier afiliación nazi directa.[cita requerida]
Si fue miembro de Encuentro Nacional y si sus facultades estaban deterioradas es un tema muy debatido. Hamsun dijo que nunca fue miembro de dicha formación y en su último libro, Por senderos que la maleza oculta (Paa gjengrodde Stier), de 1949, que muchos toman como prueba de su lucidez mental, critica duramente a los psiquiatras y los jueces, y, según sus propias palabras, demuestra que no era un enfermo mental. Falleció el 19 de febrero de 1952.

## Estilo
Hamsun fue uno de los pioneros de la literatura psicológica con técnicas de corriente de conciencia y monólogo interior, presentes también en obras de James Joyce, Marcel Proust o Virginia Woolf. De su novela llaman la atención dos factores principales: el carácter imprevisible de la narración (debido muchas veces a la personalidad díscola de sus personajes y a la suya propia) y la belleza hipersensible de su prosa, que rebosa frescura y poesía.
El claroscuro romántico es una constante, especialmente en las obras iniciales. Hambre, Pan y Misterios, sus tres primeras novelas, coinciden en esta imprevisibilidad basada en el personaje principal, siempre complejo, intempestivo, apasionado; personajes asociales que sienten un dolor profundo por su inadaptación. Su evolución literaria en el siglo XX abandona el individuo y lanza sus redes a la sociedad.

## Legado

### Influencia
La fama de Hamsun tuvo su apogeo desde los años 1920, cuando recibió el Premio Nobel, y durante la década de 1930, que marcaría también su ocaso con la II Guerra Mundial.

En 1929, con motivo del 70.º aniversario de Hamsun, se editó una miscelánea en la que varios de los escritores más reputados de la época, como Thomas Mann —quien le describió como «descendiente de Fiódor Dostoievski y Friedrich Nietzsche» y dijo que nunca se había concedido el premio Nobel a una persona más merecidamente—, Maxim Gorki, André Gide, John Galsworthy y H. G. Wells lo homenajearon como a un maestro.

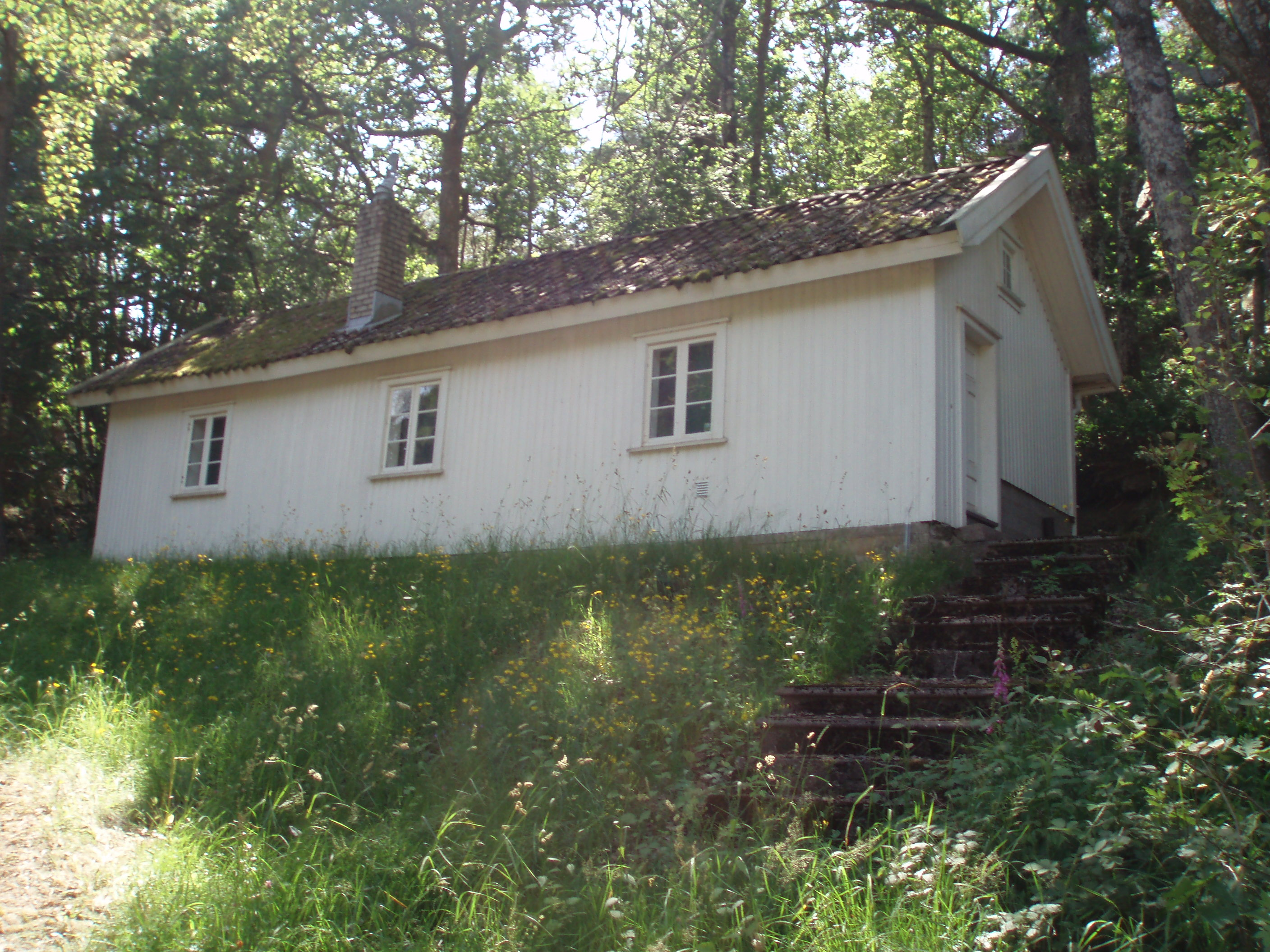
Casa de Hamsun en Noerholm

Isaac Bashevis Singer, en el prefacio de una edición estadounidense de Hambre, dice que Hamsun «es en todos los sentidos el padre de la literatura moderna —con su subjetividad, su impresionismo, su uso de la retrospectividad, su lírica [...]— toda la literatura moderna de nuestro siglo se puede remontar hasta Hamsun».
Hamsun también fue una importante influencia para escritores como Franz Kafka, Stefan Zweig, Hermann Hesse y los estadounidenses Ernest Hemingway —quien afirmaba: «Hamsun me enseñó a escribir»—, Henry Miller, Paul Auster, John Fante y Charles Bukowski —que le consideraba «el mayor escritor que ha vivido jamás»—.
A pesar de su inmensa popularidad mundial, su reputación cayó considerablemente debido a su apoyo al régimen pronazi de Vidkun Quisling durante la Segunda Guerra Mundial. Su proceder tuvo un impacto muy negativo en la consideración que sobre él se tenía, por lo que, finalizada la guerra, el mundo dio la espalda al hombre y también, en gran medida, a su obra.

### Homenajes
En los siguientes lugares de Noruega existen monumentos, lápidas conmemorativas, placas recordatorias o bustos en su memoria: en Oslo, Bøverdalen/Elveseter, Grimstad (en la ciudad y en la finca Nørholm), Hamarøy (en tres sitios), Harstad, Kjerringøy, Koppang, Lillehammer, Lillesand, Lom (en el mismo pueblo y en Garmo), Stor-Elvdal, Sortland, Tromsø, Vågå y Øystese.
Hay plazas, calles o caminos que llevan su nombre en Bodø, Grimstad, Hamarøy, Kongsberg, Lom, Mo i Rana, Narvik, Raufoss, Stokmarknes y Trondheim.
El 4 de agosto de 2009 el servicio de correos estatal de Noruega emitió un sello postal de un valor de 25 coronas noruegas con su retrato y un fragmento del manuscrito de su novela Mysterien.
En 1996 fue encarnado por el actor Max Von Sydow en Hamsun, un filme de Jan Troell.

## Obras

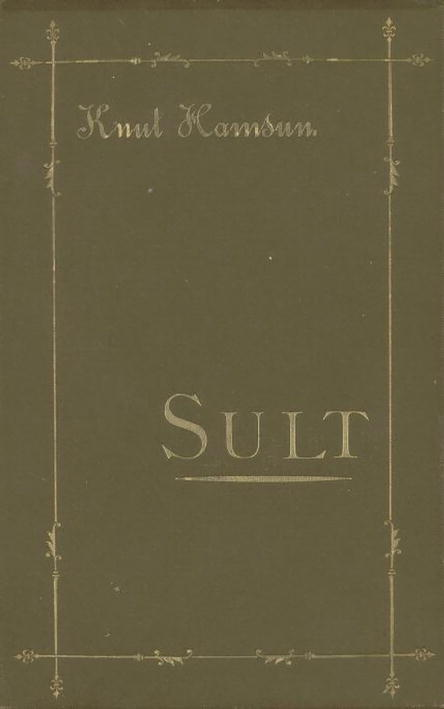
Sult (1890)

| - Hambre (Sult, 1890) - Misterios (Mysterier, 1892) - Tierra nueva (Ny jord, 1893) - Pan (Pan, 1894) - El juego de la vida (Livets Spil, 1895) - Siesta (Siesta, 1897) - Atardecer (Aftenrøde, 1898) - Victoria (Victoria, 1898) - En el país de los cuentos (I Æventyrland, 1903) - Soñadores (Sværmere, 1904) - Bajo las estrellas de otoño (Under Høststjærnen, 1906) - Un vagabundo toca con sordina (En vandrer spiller med sordin, 1909) | - La última alegría (Den sidste Glæde, 1912) - La ciudad de Segelfoss (Segelfoss By, 1915) - La bendición de la tierra (Markens Grøde, 1917) - El capítulo final (Siste Kapitel, 1923) - Vagabundos (Landstrykere, 1927) - Augusto (August, 1930) - El juego de la vida (Men livet lever, 1933) - El círculo se ha cerrado (Ringen sluttet, 1936) - Por senderos que la maleza oculta (Paa gjengrodde stier, 1949) |

Hamsun en español
Durante los años 1940, 1950 y 1960 se editaron en España casi todas las obras de Hamsun, pero en traducciones que pasaban por el alemán, el inglés o el francés. La fidelidad de estas antiguas ediciones ha sido muy discutida por los expertos en años sucesivos por esta razón. Sin embargo, la traductora noruega Kirsti Baggethun ha ido traduciendo directamente del noruego sus obras desde los años 90. Estas versiones están dispersas en múltiples editoriales españolas. La lista de libros de Hamsun traducidos directamente del noruego al español, recogidos por editorial, sería la siguiente:
- Hambre, Ediciones de la Torre, traducción de Kirsti Baggethun y Asunción Lorenzo.
- Pan, Anagrama, traducción de Kirsti Baggethun y Asunción Lorenzo.
- Misterios, Alfaguara, traducción de Kirsti Baggethun.
- Victoria, Nórdica, traducción de Kirsti Baggethun y Asunción Lorenzo.
- La bendición de la tierra, Bruguera, traducción de Kirsti Baggethun y Asunción Lorenzo. La misma traducción fue reeditada por Nórdica en 2015.[21]
- Por senderos que la maleza oculta, Nórdica, traducción de Kirsti Baggethun y Asunción Lorenzo.
- El círculo se ha cerrado, Nórdica, traducción de Kirsti Baggethun y Asunción Lorenzo.
- En el país de las maravillas, Aquelarre Ediciones, traducción de Zarina Martínez Børresen.
- "Soñadores", editorial Emporion, traducción de R. Pérez Bances.